# إسماعيل فهمي

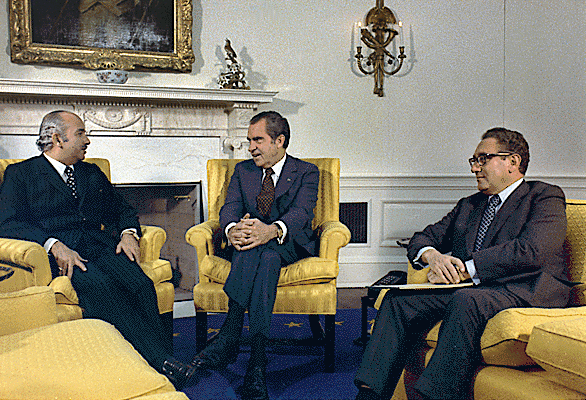
لقاء جمع به الرئيس الأمريكي ريتشارد نيكسون ووزير خارجيته هنري كيسنجر مع وزير خارجية مصر إسماعيل فهمي بتاريخ 31 أكتوبر 73 وذلك بعد اسبوع من انتهاء حرب أكتوبر

إسماعيل فهمي (20 أكتوبر 1922 - 17 نوفمبر 1997)، سياسي ودبلوماسي مصري راحل. كان سفير مصر إلى النمسا من 1968 إلى 1971، ووزيرا للسياحة 1973، ووزيرًا للخارجية من 1973 - 1977، ونائبا لرئيس الوزراء 1975 - 1977. وقد منح درجة الأستاذية. استقال من الحكومة في العام 1977 اعتراضا على زيارة الرئيس محمد أنور السادات إلى إسرائيل، وقد كان شديد الانتقاد لسياسة السادات وقراراته.

## حياته المهنية
ولد إسماعيل فهمي في القاهرة. عمل دبلوماسيا في الأمم المتحدة. عرف عنه نشاطه وقدرته على التفاوض. بعد خدمته في الأمم المتحدة، عين سفيرا إلى النمسا ولخبرته الواسعة في شئون الشرق الأوسط وعلاقات مصر الخارجية، عينه السادات وزيرا للخارجية بعد حرب أكتوبر. عندما قرر السادات زيارة إسرائيل في العام 1977، اعترض إسماعيل فهمي وقدم استقالته إلى الحكومة وقال:

## بعد الحياة الدبلوماسية
بعد خروجه من العمل السياسي، داوم على كتابة الكتب والمقالات التي تتناول نشاطات صنع السلام في الشرق الأوسط. أشهر كتبه كان «التفاوض من أجل السلام في الشرق الأوسط: رؤية عربية». اشتغل بالعمل الأكاديمي لعدة سنوات، حتى توفي في العام 1997.

## حياته الشخصية
وفقًا لمذكرات سعد الدين الشاذلي، كان ابن إسماعيل فهمي، نبيل فهمي، يخدم كجندي في القوات المسلحة المصرية عندما كان هو وزيرا للسياحة في عهد أنور السادات وقد حاول التوسط لدى الفريق سعد الشاذلي (رئيس أركان حرب القوات المسلحة ) في ذلك الوقت، لكى يتم اعفاء ابنه من الخدمة العسكرية، ولكن الفريق سعد الشاذلي رفض ذلك بشدة وقال لو أنه ابن السادات فلن أعفيه ورفض الطلب، فقام إسماعيل فهمي بتقديم الطلب مباشرة إلى وزير الحربية آنذاك أحمد إسماعيل علي وقام بإرساله إلى نيويورك، وتعيينه في وظيفة أكثر راحة وأكثر مالا.

## روابط خارجية
- إسماعيل فهمي على موقع مونزينجر (الألمانية)